# Władysław Grabski
Władysław Grabski (7. července 1874 Borów – 1. března 1938 Varšava) byl polský politik národní demokracie, ekonom a historik, dvojnásobný premiér Druhé Polské republiky, autor měnové a bankovní reformy ve 20. letech 20. století.

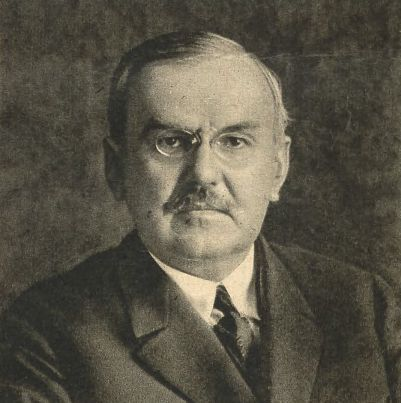
Władysław Grabski (1925)

## Život a působení
Narodil se do statkářské rodiny v malé vesnici ve středním (tehdy ruském) Polsku, asi 35 km severně od Lódže, a po maturitě studoval politologii a historii v Paříži, kde se jeho názory posunuly od socialistických k národně demokratickým. Po návratu roku 1905 založil úspěšnou Zemědělskou společnost a byl zvolen za národní demokracii poslancem ruské dumy, v níž zasedal do roku 1912. Působil v rozpočtové komisi ruského ministerstva zemědělství a když vypukla první světová válka, organizoval Ústřední občanský výbor a Polský národní výbor, který podporoval Rusko proti Německu, kdežto Legie socialisty Pilsudského bojovaly proti Rusku. Grabski byl členem Polského národního výboru, místopředsedou Ústředního občanského výboru ve Varšavě a předsedou Ústředního občanského výboru Polského království v Rusku (1915–1918).
Po vítězství spojenců byl také členem Nejvyšší lidové rady v roce 1918 a členem Lidové unie (1919–1922). Od 13. prosince 1919 do 9. června 1920 byl ministrem financí a od 23. června do 24. července 1920 (poprvé) předsedou vlády. Od 13. ledna 1923 do 30. června 1923 byl opět ministrem financí a od 19. prosince 1923 do 13. listopadu 1925 navíc ještě předsedou vlády. V této funkci zavedl důležité ekonomické reformy, nahradil dosavadní polskou marku polským zlotým, měnou založenou na zlatě, a založil Bank polski jako akciovou společnost a nezávislého emitenta této měny. Tím zastavil hyperinflační vývoj v zemi a založením Zemědělské banky podpořil obnovu zemědělství. Jeho reforma však těžce postihla menší podnikatele a obchodníky, často židovské, takže 17 tisíc polských Židů nečekaně emigrovalo do Palestiny.
V roce 1925 skončila platnost hospodářských a celních úmluv Versailleské mírové smlouvy a němečtí politici byli přesvědčeni, že polský stát dlouho nevydrží a vymáhali na Polsku revizi jeho západní hranice. Zrušili Polsku doložku nejvyšších výhod a zdvojnásobili celní poplatky, zejména na hornoslezské uhlí. Přitom polovina těžby se vyvážela do Německa, protože v těžce otřeseném Polsku výroba ani zdaleka nedosáhla předválečné úrovně a poptávka po uhlí byla velmi nízká. Polsko odpovědělo zvýšením celních sazeb, jenže zatímco polská cla Německo příliš nepostihla, německá cla byla pro polské hospodářství zničující. Polský hospodářský pokles vyvolal zejména v rozvinutějších západních částech země nezaměstnanost, chudobu a sociální nepokoje. Na to se Grabského vláda rozpadla, ale roku 1926 proběhl Piłsudského převrat a až do roku 1934 trvala mezi oběma zeměmi celní válka.
Grabski změnil i strukturu polského exportu a průmyslové produkce a založil pohraniční vojsko. Přesto byl v parlamentu ostře kritizován za nedostatečně sebevědomé postoje v zahraniční politice a za (domnělý) neúspěch své reformy. V listopadu 1925 se dostal do sporu s prezidentem Polské banky, na své funkce rezignoval a věnoval se pak jen bádání a vyučování na Varšavské zemědělské univerzitě, kde se roku 1926 stal rektorem.
Byl nositelem řady vyznamenání, včetně polského Řádu bílého orla, italského Řádu svatých Mořice a Lazara, vatikánského Řádu Pia IX. a československého Řádu bílého lva (1925). Vydal řadu knih historických i hospodářských a v současném Polsku se těší rostoucí autoritě.